# Vivid
Az 1988-as Vivid a Living Colour debütáló nagylemeze. Az együttest Mick Jagger fedezte fel. Az együttes zenéjének hangzása nagy figyelmet keltett, az album 1988. egyik legsikeresebb lemeze lett. A Billboard 200 listán a 6. helyig jutott, a RIAA dupla platina minősítést adott neki. A Cult of Personality-ért Grammy-díjat is kaptak legjobb hard rock előadás kategóriában.
A lemezt 2017-ben a Rolling Stone magazin a Minden idők 100 legjobb metalalbuma listáján a 71. helyre rangsorolta. Az album szerepel az 1001 lemez, amit hallanod kell, mielőtt meghalsz című könyvben.

## Az album dalai
|     | Cím                                      | Szerző(k)                                               | Hossz |
| --- | ---------------------------------------- | ------------------------------------------------------- | ----- |
| 1.  | Cult of Personality                      | Vernon Reid, Corey Glover, Muzz Skillings, Will Calhoun | 4:54  |
| 2.  | I Want to Know                           | Reid                                                    | 4:24  |
| 3.  | Middle Man                               | Glover, Reid                                            | 3:47  |
| 4.  | Desperate People                         | Calhoun, Reid, Glover, Skillings                        | 5:36  |
| 5.  | Open Letter (To a Landlord)              | Reid, Morris                                            | 5:32  |
| 6.  | Funny Vibe                               | Reid                                                    | 4:20  |
| 7.  | Memories Can't Wait                      | David Byrne, Jerry Harrison                             | 4:30  |
| 8.  | Broken Hearts                            | Reid                                                    | 4:50  |
| 9.  | Glamour Boys                             | Reid                                                    | 3:39  |
| 10. | What's Your Favorite Color? (Theme Song) | Reid, Glover                                            | 3:56  |
| 11. | Which Way to America?                    | Reid                                                    | 3:41  |

## Közreműködők

### Living Colour
- Corey Glover – ének
- Vernon Reid – gitár
- Muzz Skillings – basszusgitár
- Will Calhoun – dob

### További zenészek
- Mick Jagger – szájharmonika, háttérvokál
- Chuck D – rap
- The Fowler Family – további háttérvokál (2, 5)
- Dennis Diamond – karneváli rikkancs (8)

### Produkció
- Ed Stasium – producer
- Mick Jagger – producer (9, 11)
- Ed Stasium, Paul Hamingson – rögzítés hangmérnök
- Ron St. Germain – röngzítés, hangmérnök (8, 10)
- Ed Stasium – keverés
- keverőasszisztens – Paul Hamingson
- Greg Calbi – mastering

## Fordítás
Ez a szócikk részben vagy egészben a Vivid (album) című angol Wikipédia-szócikk ezen változatának fordításán alapul.  Az eredeti cikk szerkesztőit annak laptörténete sorolja fel. Ez a jelzés csupán a megfogalmazás eredetét és a szerzői jogokat jelzi, nem szolgál a cikkben szereplő információk forrásmegjelöléseként.